# Etapa de participación del referéndum presidencial de Venezuela de 2016-2017
La etapa de participación del referéndum presidencial de Venezuela de 2016 es la segunda etapa del proceso destinado a revocar o confirmar, mediante un referéndum, el mandato presidencial de Nicolás Maduro.

## Solicitud del proceso de participación
Según los lapsos administrativos establecidos en los reglamentos y declaraciones del poder electoral, tras completada la auditora que confirmase la manifestación de voluntad validada de una cantidad de electores igual 1 % del Registro Electoral (RE) de cada región administrativa del país, correspondientes a la fase de promoción, cuyo informe estuvo originalmente pautado para el 26 de junio, se esperaba que el Consejo Nacional Electoral de Venezuela (CNE) emitiese para una fecha no posterior al 27 de julio un aval administrativo que constatase la conformación de una agrupación ciudadana que autorizase a la Mesa de la Unidad Democrática (MUD) para solicitar en nombre de la ciudadanía la activación oficial del proceso de participación para la convocatoria de un referéndum revocatorio en contra del mandato presidencial de Nicolás Maduro. Completados tales lapsos, la MUD tendría la facultad administrativa de emitir el jueves 28 de julio una solicitud formal para la convocatoria de un proceso de recolección de manifestaciones de voluntad igual al 20 % del registro electoral para la convocatoria del referéndum, que debía ser respondida en el mismo momento de su entrega al CNE por un acta de constatación, en la que se confirmara un lapso de 2 días hábiles para que el poder electoral consigne la solicitud a la Comisión Permanente de Participación Política y Financiamiento (Copafi) del CNE, que tendría de un lapso máximo reglamentario de 15 días para revisar la solicitud y remitirla a la Junta Nacional Electoral (JNE), que en un plazo no mayor a 15 días habría de convocar al proceso de participación.
No obstante debido a un aplazamiento no previsto y por el cual no se dio una justificación técnica oficial en cual el CNE no presentó el informe de la auditoría del proceso de validación de la fase de promoción hasta el 1 de agosto, por lo que el mismo no pudo ser recogido por la Mesa de la Unidad hasta el 2 de agosto, en lo que su portavoz Juan Carlos Caldera aseguró ante medios de comunicación nacionales que el informe sería inmediatamente remitido en el seno de la coalición para que la constancia de participación fuese consignada ese mismo día ante el poder electoral. Efectivamente la oposición entregó en horas de la tarde ese mismo día la solicitud formal para la convocatoria del proceso de participación en vocería del diputado ante el Parlamento Latinoamericano (Parlatino) y presidente de la Comisión Permamente de Política Exterior de la Asamblea Nacional (AN) Luis Florido en la sede nacional del CNE. En el informe entregado a la Copafi la MUD, de acuerdo a su vocero y alcalde del municipio Sucre de Miranda Carlos Ocariz, instaban al poder electoral a fijar el proceso de recolección de actas de voluntad para un lapso de tres días con fechas tentativas del 23 al 25 de agosto. La entrega de la solicitud formal por parte de la oposición para la activación de la fase de participación fue conformada por la rectora principal del CNE Socorro Hernández, quien se refirió a la solicitud del alcalde del Municipio Libertador de Caracas por el Partido Socialista Unido de Venezuela (PSUV) Jorge Rodríguez de inhabilitar la inscripción de la MUD como partido político, asegurando que tal decisión no le correspondía al CNE sino a la Sala Electoral del Tribunal Supremo de Justicia (TSJ).
Para el 6 de agosto líderes de todos los partidos de la MUD anunciaron de manera pública que a la espera de que se fijase una fecha para la realización de la recolección de un número igual al 20 % del RE en actas de voluntad por parte del CNE, se organizarían para llevar a cabo lo que calificaron como "Gran Marcha a Caracas", una movilización que se esperaba reuniera en la capital nacional a manifestantes de distintas regiones del interior del país para exigir la realización de la convocatoria del referéndum revocatorio, programada para el 1 de septiembre en caso de que para dicha fecha el CNE no hubiese fijado la convocatoria del proceso de participación. La iniciativa fue respaldada entre otros por la Asamblea Nacional de Activistas de Voluntad Popular, realizada el 7 de agosto, donde la asistencia en pleno de militantes y dirigentes de dicho partido se comprometió a participar en la movilización ciudadana para el cronograma de manifestaciones en busca del referéndum presidencial. Con respecto a estas y otras declaraciones por parte de la oposición, al rectora principal del CNE y exdiputada por el oficialismo ante la AN Tania D'Amelio criticó en una entrevista que a su juicio la dirigencia opositora generara "falsas expectativas" ante la figura del referendo, mientras que la también rectora Socorro Hernández manifestó que el poder electoral acataría cualquier decisión del poder judicial que inhabilitase a la MUD como convocante del referéndum revocatorio, postura no compartida por el rector Luis Emilio Rondón y rechazada por el exrector Vicente Díaz.
El presidente de la Copafi, Luis Emilio Rondón, anunció que tras cumplirse el viernes 5 de agosto el "plazo de subsanación" en el cual la Mesa de la Unidad tenía oportunidad de enmendar posibles errores en el informe entregado al ente comisión, la Comisión de Participación y Financiamiento discutiría el informe el lunes 8 de agosto, Pero la reunión no tuvo lugar dada la petición de los integrantes de la Copafi de evaluar la solicitud de la MUD de manera simultánea con la solicitud del PSUV de anular la inscripción de partido de la MUD. Divulgada la postergación de la reunión de la Copafi, el CNE anunció por una nota de prensa que al día siguiente la presidenta del poder electoral dirigiría una rueda de prensa en presencia del cuerpo diplomático en Venezuela y representantes de distintos poderes públicos.
El 22 de agosto se anunció que la Copafi aprobó el informe de recomendaciones sobre la solicitud del 20 % de firmas para el referéndum, y fue entregado al CNE para su revisión y discusión.

## Presentación de cronograma tentativo
Como se había dispuesto la presidenta del poder electoral Tibisay Lucena en presencia del resto de la rectoría el CNE con la excepción del rector Luis Emilio Rondón y de otras autoridades dirigió un "conversatorio" (en el que ningún asistente tuvo derecho de palabra y en el que los periodistas no tuvieron acceso dentro de la sala de conferencias) en la que dedicó una extensa alocución a detallar entre otros temas la historia reciente de los procesos electorales y referendarios dirigidos y organizados por el CNE, y explicó lo que desde su perspectiva serían los "principios que rigen el referéndum revocatorio", basado en su interpretación del texto constitucional y de los reglamentos dictados por el poder electoral. En su discurso, Lucena comparó las fases del proceso del referéndum revocatorio de 2004 con las etapas técnicas necesarias para la convocatoria iniciada en marzo de 2016, exponiendo lapsos tentativos que a su juicio resultaban indispensables para garantizar que la convocatoria del referéndum resultase "un proceso seguro", asegurando que el cumplimiento estricto de los lapsos reglamentarios garantiza "los derechos políticos de los ciudadanos convocantes del referéndum y del funcionario público en ejercicio de culminar el periodo constitucional de su mandato". En sus reflexiones, la rectora Lucena denunció reiteradamente un supuesto acoso que a su juicio era víctima constante el CNE, haciendo mención específica al gobierno de los Estados Unidos, cuyos llamados diplomáticos para la ocurrencia del referendo, vistos por la rectora como declaraciones "impertinentes", aludiendo a que dicho país pronunciaba tales llamados "como si tuvieran alguna moral supranacional para opinar, sin límites, sobre los asuntos internos de un país soberano”. Lucena hizo especial alusión a los llamados de factores políticos nacionales para presionar por la celeridad en la convocatoria del referéndum, asegurando que “pierden su tiempo quienes creen que por vía de la presión política mellarán la voluntad de este Poder Electoral de cumplir y hacer cumplir la ley en resguardo de la República y la estabilidad del país” aludiendo reiteradamente que lo que a su juicio son "ataques" contra el poder electoral son "la ruta del caos, de la demolición de lo constitucional, donde la autoridad se mueve por el chantaje y la agresión personal".
En lo referente a los lapsos del proceso, Lucena detalló en su alocución que dado que la evaluación de la viabilidad reglamentaria y técnica de la solicitud de la MUD de recolectar un 20 % del RE en actas de voluntad para convocar un referéndum revocatorio, el CNE no dictaría una respuesta sobre la activación de dicho mecanismo hasta el 14 de septiembre por lo cual de darse por satisfechos los requisitos el proceso de participación no tendría lugar sino hasta finales de octubre a pesar de que el reglamento de 2007 específica que tras cumplido el plazo de subsanación para el documento de convocatoria el ente comicial disponía de 15 días continuos para tomar dicha decisión, es decir hasta el 20 de agosto. Según la exposición de la rectora Lucena, tras el proceso de tres días de recolección de actas de voluntad, el CNE dispondría de 29 días de plazo para evaluar la validez de dichas actas, sólo tras lo cual comenzaría el lapso reglamentario de 90 días máximos para la realización del referéndum revocatorio en contraposición al lapso del reglamento que de acuerdo a los expertos sólo contempla tres días de auditoría para el proceso de participación antes de los 90 días máximos para la realización del referéndum. Posteriormente la rectora Sandra Oblitas explicó que el lapso de 29 días contemplaba tres días para la realización de la recolección de actas, cinco para la recepción de actas, 15 días para la verificación de las mismas, al tiempo que aseguró que “El CNE no recibe presiones de ningún actor político”. Las rectoras se resistieron a especificar textualmente fechas tentativas para la realización del referéndum, pero de acuerdo a expertos, el cumplimiento riguroso de todos los plazos máximos "innecesariamente largos" expuestos en el cronograma divulgado en la rueda de prensa sólo permitirían que el mismo fuese posible entre febrero y marzo de 2017.
La alocución tuvo reacciones inmediatas de actores políticos a nivel nacional. Por lado de la oposición, los dirigentes de la MUD rechazaron de manera categórica lo que a su juicio fueron declaraciones abiertamente parcializadas por parte de la presidenta del poder electoral, destinadas a desmoralizar a la ciudadanía y a facilitar al oficialismo la dilatación de la convocatoria del referéndum a una fecha posterior al 10 de enero de 2017, y ratificaron su convocatoria a movilizarse para ejercer presión ciudadana sobre el CNE para garantizar la realización del revocatorio antes de culminar el año 2016, mientras que el rector Rondón se desvinculó de la declaratoria del poder electoral, declarando su disconformidad con dicho cronograma y asegurando en una nota de prensa que el resto de la directiva del CNE había "dilatado" innecesariamente los lapsos de convocatoria dada la capacidad tecnológica del ente comicial para acortar el proceso, por lo que a su juicio el resto de la directiva del CNE entraría en violación a los principios de imparcialidad y celeridad, "tomando partido" por uno de los actores políticos en disputa. En contraposición, por el lado del oficialismo las declaraciones de la rectora Lucena fueron ampliamente celebradas entre otros por el alcalde y dirigente del PSUV Jorge Rodríguez, quien incluso aseguró que el CNE habría "reducido al máximo" los tiempos reglamentarios para el proceso de convocatoria, y quien sin embargo reiteró su postura de que de hecho el referéndum revocatorio no tendría lugar "ni en 2016 ni en 2017", al tiempo que descalificó contra la posición del rector Rondón como un "vocero de la derecha", retándolo a que le contradijese con los lapsos normativos.

## Convocatoria del proceso de participación
Dados los plazos previstos en el reglamento del CNE para referéndums revocatorios de 2007, estaba previsto que la Copafi se reuniera el 19 de agosto para discutir de manera definitiva la aprobación del informe remitido por la MUD para solicitar la activación del proceso de participación, no obstante, tal reunión no se realizó por ausencia de la rectora principal Tania D'Amelio y del rector suplente integrado Abdón Hernández. Oficialmente las autoridades del poder electoral divulgaron de manera posterior que la suspensión de la reunión convocada por el presidente de la Copafi, el rector principal Luis Emilio Rondón, se debía a que el documento de la MUD se había remitido con un retraso de dos días por parte de la oficina de correspondencia del CNE, aplazando la fecha límite para su aprobación. La reunión prevista finalmente tuvo lugar el 22 de agosto, en la cual la Copafi aprobó la validez del acta de solicitud entregada por la MUD, tal como lo anunció el dirigente de la MUD Juan Carlos Caldera, tras lo cual la comisión redactó un "informe de recomendación de procedencia" remitido a al directorio del CNE, para que este ratificara el documento y solicitase a la JNE que elaborase un documento con la planimetria de la distribución de los centros y mesas de votación necesarios para el proceso de participación, en un plazo reglamentario de 15 días hábiles. La rectora D'Amelio confirmó que la Copafi remitiría el informe de recomendación al directorio electoral el 23 de agosto.
El 24 de agosto el directorio del CNE se reunió para aprobar formalmente el informe de la Copafi para la realización de la segunda recolección de actas de voluntad, equivalentes al 20 % del RE, remitiendo a la JNE la conformación de la propuesta de lineamientos para la conformación de los centros de recolección y validación de las actas de voluntad. los rectores del CNE adelantaron que entre los lineamientos ya previstos se consideraba que la recolección se realizaría en tres días, los centros de recolección de las manifestaciones de voluntad preferentemente serían los que tengan factibilidad de transmisión, se considerarían en los centros de recolección las variables geográficas y de la población electoral y se pondría bajo discusión los lineamientos para la acreditación de los testigos de los partidos políticos que participarían en el proceso de recolección. El resultado de dicha reunión fue informado por el rector Luis Emilio Rondón. Al día siguiente la MUD emitió una declaración en la que exigía al CNE que se dispusieran de 40 mil sensores biométricos y 14 mil 500 centros de votación para el proceso de recolección de firmas, y que el porcentaje de recolección se midiese en una única circunscripción nacional y no por proporción regional como lo fue en la fase de promoción. Según especialistas en la fuente electoral, las principales defensoras de la tesis de la recolección por circuito regional fueron las rectoras Tania D'Amelio y Socorro Hernández, ambas exmilitantes del PSUV, lo que de hecho fue confirmado por la rectora Sandra Oblitas quien ratificó que la propuesta de dividir regionalmente el porcentaje proporcional mínimo de firmas requeridas seguía en discusión para el 26 de agosto.
Las deliberaciones del Directorio del CNE debían ser concluidas y sus resultados anunciados, según su rectoría, en la tercera semana de septiembre, inicialmente siendo esperadas para el 13 de septiembre, fecha en que la oposición preparaba una serie de manifestaciones nacionales como medidas de presión ciudadana, pero la rectora Socorro Hernández hizo público que la decisión del directorio del poder electoral no sería discutida hasta el viernes 16 de septiembre, por lo que la oposición desplazó la fecha de sus movilizaciones hasta esa fecha, tras lo cual el poder electoral anunció que suspendería sus reuniones en esa fecha dada la presunta posibilidad de que las protestas de la oposición constituyeran un riesgo a la seguridad personal de los trabajadores del CNE, postergando la reunión del directorio hasta el lunes 19 de septiembre. La reunión de los rectores del CNE del 19 de septiembre tuvo lugar en altas horas de la tarde, y dado que hasta altas horas de la noche los rectores del poder electoral no pudieron llegar a un acuerdo sobre las sugerencias del informe de la JNE el diferendo fue pospuesto para el día siguiente. El 20 de septiembre nuevamente los rectores del CNE no se reunieron hasta altas horas de la tarde y no concluyeron sus deliberaciones hasta altas horas de la noche, posponiendo nuevamente por un día la convocatoria oficial del proceso de participación, llevando a líderes de la oposición a sugerir nuevas movilizaciones ciudadanas para presionar por la convocatoria final de la recolección de actas de voluntad. Finalmente el 21 de septiembre concluyeron de manera definitiva las discusiones en el directorio del poder electoral, tras las cuales el rector del CNE Luis Emilio Rondón anunció algunas de las medidas tomadas en la reunión que definió aspectos de la recolección del 20 % del registro electoral: se estableció que el 20 % de las firmas del referendo revocatorio deben recogerse por estado y no a nivel nacional como ocurrió en 2004; se fijaron 5392 máquinas para hacer esta recolección; y que la misma será los días 26, 27 y 28 de octubre entre 8 y 12 de la mañana y 1 y 4 de la tarde. El rector Rondón destacó que el suyo fue el único voto salvado dentro de la reunión del directorio del CNE por considerar que las condiciones previstas por el poder electoral resultaban restrictivas para la manifestación electoral popular y porque a su juicio la regionalización del cuórum mínimo de manifestaciones de voluntad para la convocatoria del referendo contravenía de manera explícita el contenido textual del artículo 72 de la Constitución. Las declaraciones de Rondón fueron en mayor medida confirmadas por el ente electoral en una nota de prensa en la que, de manera parcialmente oficial, el ente comicial adelantaba que el cumplimiento estricto de los lapsos reglamentarios haría que el CNE no anunciase el cumplimiento o no de la cuota nacional exigida de actas de voluntad para el referéndum revocatorio hasta finales de noviembre, y que por lo tanto el referendo tendría lugar "a mediados" del primer trimestre de 2017.
Diferentes expertos en temas sociales, políticos y electorales coincidieron en la apreciación de que las condiciones aprobadas por el CNE para el proceso de participación resultaban restrictivas, parcializadas y anticonstitucionales, siendo desde el punto de vista técnico electoral el número y disposición de centros de votación y de detectores biométricos apenas suficientes para hacer posible una recolección mayor de 4 millones (apenas mayor a los 3,9 millones de actas requeridas) de actas de voluntad, con un muy alto riesgo estadístico de que no fuese posible en los estados de menor densidad poblacional del país que la MUD consiguiese recabar la meta exigida por el CNE de 20 % del RE estadal, desde el punto de vista jurídico inconstitucional e inexcusable la exigencia de dividir por regiones el mínimo de voluntades para conseguir la convocatoria del referendo al carecer de bases legales o antecedentes para explicar dicha prerrogativa, y que desde el punto de vista político la imposición de tales condiciones más el adelanto de la probable imposibilidad de que el éxito de la convocatoria del referendo diera lugar al mismo antes del fin del año 2016 constituía un esfuerzo de parte del poder electoral para desmotivar a la militancia opositora, dividir a su dirigencia e instarla a desistir de participar de la recolección de actas de voluntad para poder finalmente impedir el referéndum sin la necesidad de que el gobierno nacional se adjudicara a sí mismo la responsabilidad de dicho obstruccionismo electoral ante la opinión pública internacional.
Dirigentes de la Mesa de la Unidad desde el momento del anuncio del rector Rondón de las condiciones aprobadas por el directorio del CNE para el proceso de participación manifestaron su abierto rechazo a lo que calificaron de condiciones "inconstitucionales", y aunque diferentes dirigentes de sus diferentes partidos conformantes difundieron airadas opiniones de rechazo a las declaraciones del ente comicial el secretario ejecutivo de la coalición, Jesús Torrealba anunció que la organización política establecería mesas de diálogo privadas hasta el 26 de septiembre, cuando anunciarían una "hoja de ruta" consensuada entre todos los factores de la oposición para asumir acciones con respecto al proceso de participación convocado por el CNE. Efectivamente en un acto público en el complejo deportivo del Parque Miranda los principales líderes de la oposición junto a representantes de la sociedad civil anunciaron que la oposición efectivamente participaría en la fecha acordada por el poder electoral en la recolección del 20% del RE electoral en actas de voluntad, pero que lo harían bajo protesta y en reclamo del reconocimiento del cuórum mínimo de la circunscripción electoral nacional, y no por regiones, y que mantendrían un cronograma de protestas para mantener una presión ciudadana para exigir al CNE que una vez cumplida la cuota constitucional de actas de voluntad el referéndum fuese convocado antes del término del año 2016.
La recolección del 20% de las firmas del registro electoral fue suspendida por el Consejo Nacional Electoral (CNE) el 20 de octubre dado que los tribunales regionales de Aragua, Carabobo, Monagas, Apure y Bolívar anularon en sus respectivos estados la recolección de firmas del 1%, alegando acusaciones de fraude.

## Marcha nacional de Caracas

### Convocatoria a la movilización
El 6 de agosto dirigentes de la MUD propusieron impulsar una "gran toma de Caracas" programada para el 1 de septiembre como medida de protesta para ejercer presión ciudadana sobre la directiva del CNE, en exigencia de celeridad en la convocatoria del proceso de participación a fin de garantizar la realización del referéndum revocatorio antes del 10 de enero. Los dirigentes de la MUD aseguraron que la marcha, planificada como una concentración de ciudadanos de todo el territorio nacional reunidos en la capital, sería vista como una de las movilizaciones ciudadanas más notorias que fuesen vistas en la vida pública nacional y ratificarían la "voluntad de cambio" que para la oposición se encontraba latente en la mayoría de la ciudadanía del país. Desde su anuncio, dirigentes de la oposición de todas las regiones de Venezuela concertaron movilizaciones regionales y municipales a fin de motivar a sus partidarios a participar en la llamada "toma de Caracas", llegando en estados remotos a realizar movilizaciones tempranas varios días previos a la fecha de la concentración con destino a Caracas. El secretario ejecutivo de la MUD, Jesús Torrealba, anunció que la oposición había planificado dividir la movilización en 7 puntos de concentración distribuidos a lo largo del área metropolitana de Caracas, en función del estado de origen de los manifestantes, y ratificó el llamado a los partidarios de la oposición de que la marcha debía tener un carácter "totalmente pacífico". Inicialmente la "toma de Caracas" se propuso para instar al anuncio de la fecha de la segunda recolección de firmas, pero después de que la presidenta del CNE Tibisay Lucena diera su exposición del 8 de agosto los líderes de la oposición respaldaron el continuar con el llamado a movilización para presionar por la celeridad de la convocatoria ante el riesgo latente de que el referéndum revocatorio fuese aplazado hasta después de diciembre de 2016.
En contraste a los llamados de la MUD a que la "toma de Caracas" fuese un evento pacífico, desde el momento del llamado a la movilización distintos voceros del chavismo concordaron en que el llamado a la movilización de la MUD del 1 de septiembre formaba parte de un "llamado subversivo" con el cual la oposición aspiraba a realizar un golpe de Estado y provocar estallidos de violencia a nivel nacional, tesis entre otros defendida por el vicepresidente ejecutivo Aristobulo Istúriz, quien calificó la marcha como una "provocación" que pretendía "provocar muertes". El Partido Comunista de Venezuela (PCV) en vocería del Gran Polo Patriótico (GPP) manifestó que la "toma de Caracas" pretendía ser parte de una "ofensiva internacional" de la oposición. En la perspectiva de que la "toma de Caracas" constituyese un intento de golpe de Estado, Nicolás Maduro advirtió en una manifestación oficialista que "(Recep Tayyip) Erdogan (presidente de Turquía) se va quedar como un niño de pecho para lo que va a hacer la revolución bolivariana si la derecha pasa la frontera del golpismo", en referencia a la represión y persecución política que tuvo lugar en Turquía luego del intento de golpe de Estado de julio de ese año. En respuesta al llamado de la MUD, el dirigente del PSUV Jorge Rodríguez llamó a lo que calificó como una "gran toma de Venezuela", asegurando que los partidarios del oficialismo saldrían a las calles a "defender la paz" al tiempo que dio el ultimátum de que los trabajadores públicos con "cargos de confianza" que hubiesen firmado durante la fase de promoción debían renunciar a sus cargos en un lapso de 48 horas, llamado respaldado, entre otros, por el exvicepresidente y expresidente de la AN y vicepresidente del PSUV Diosdado Cabello, quien llamó a los partidarios del oficialismo a denunciar a los "escuálidos" (opositores) que ocupasen altos cargos públicos para forzarlos a rencunciar, mientras el diputado del PSUV en la AN Elías Jaua consideró que es "antiético" que los militantes de la oposición ejerzan altos cargos públicos, asegurando que tales funcionarios son los causantes de las deficiencias de las oficinas públicas. Daniel Apote, jefe de gobierno del Distrito Capital (cargo no electoral) aseguró que la movilización no entraría en el municipio Libertador por carecer de permisos y que en contraste la "toma de Venezuela" sería realizada por el oficialismo en todo el país. Paralelamente, el presidente Maduro anunció a sus seguidores que el 1 de septiembre empezaría lo que calificó de "ofensiva especial" para lograr "la paz y la felicidad social" para el último cuatrimestre del año.
La rectora del CNE Socorro Hernández aseguró que la "toma de Caracas" no conseguiría adelantar los lapsos de convocatoria del referéndum revocatorio pues el ente electoral "trabaja en el marco de la norma" cuyos lapsos "ya están definidos" y los funcionarios del CNE no pueden "moverse en los intereses de uno ni otro". Por su parte, el politólogo Nicmer Evans, líder y fundador del partido disidente del oficialismo Marea Socialista, quien por medios de comunicación había declarado su respaldo al referéndum revocatorio considerando que el mismo "no le pertenece a la MUD", manifestó junto a otros líderes de su organización que no apoyarían ni acompañarían la manifestación convocada por la MUD al considerarla un intento por "repolarizar" a la población, en congruencia con su postura de que la mayoría de los venezolanos, a su juicio, ya no simpatizaba no con el PSUV ni con la MUD, llegando a alegar que la movilización pretendía ser un antecedente a supuestas negociaciones encubiertas que, según Evans, estarían teniendo los líderes del gobierno y la oposición para la eventual entrega del poder.
El 29 de agosto el Instituto Nacional de Aeronáutica Civil (INAC) emitió una orden pública prohibiendo el despegue dentro del espacio aéreo nacional de cualquier aeronave privada, incluidos dispositivo voladores pilotados a distancia como los cuadricópteros, alegando razones de seguridad pública no especificadas dada la falta de regulación en el país para aeronaves no tripuladas. Entre los partidarios de la oposición, la medida fue interpretada como un intento de parte del gobierno de impedir que los opositores pudiesen realizaran tomas aéreas de la marcha del 1 de septiembre, por lo que el presidente de la AN Henry Ramos Allup anunció que la oposición desacataría la orden y desplegaría vehículos voladores a control remoto a fin de captar tomas panorámicas de la manifestación, lo que ocasionó reacciones de rechazo dentro de voceros del GPP, que tildaron de "irresponsable" a Ramos Allup por llamar al desconocimiento de mediddas que consideraban de "seguridad pública". El ministro Reverol explicó que los vehículos aéreos no tripulados que sobrevolarían la capital durante la concentración opositora serían solo aquellos controlados por el gobierno, y que aquellos que volaran de forma no autorizada serían derribados por francotiradores del ejército nacional.
El 26 de agosto efectivos de la Guardia Nacional Bolivariana (GNB) allanó la alcaldía de Maturín luego de que se emitiera una presunta orden de captura sobre el alcalde de esa entidad Warner Jiménez de VP. En la madrugada del 27 de agosto el exalcalde de San Cristóbal y dirigente regional de Voluntad Popular Daniel Ceballos, quien cumplía una reclusión de cárcel domiciliar por su presunta participación en actos delictivos durante las manifestaciones de 2014 fue opresivamente trasladado a la prisión 26 de Julio de San Juan de los Morros por efectivos Servicio Bolivariano de Inteligencia (SEBIN, policía política de Venezuela) alegando un presunto traslado médico, según denuncias de la esposa de Ceballos la alcaldesa Patricia Gutiérrez. El ministro de interior y excomandante de la GNB Néstor Reverol (acusado por los Estados Unidos de altas vinculaciones con el narcotráfico) justificó la medida alegando tener información de que Ceballos preparaba planes para escapar de su condena aprovechando el contexto de la "toma de Caracas". En la madrugada del 29 de agosto presuntos funcionarios del SEBIN allanaron la vivienda del diputado al concejo legislativo de Zulia Lester Toledo, mientras que simultáneamente el alcalde del municipio Mario Briceño Iragorry de Aragua Delson Guarate denunció que supuestos agentes del SEBIN aparecieron en las cercanías de su vivienda para "amedrentarlo". El 30 de agosto el alcalde del municipio El Hatillo de Miranda David Smolansky denunció que un equipo de "efectivos armados" había aprendido al dirigente de VP Yon Goicoechea, de acuerdo a su esposa Rosaura Valentini, sin previa orden y sin concederle permiso de comunicarse con sus familiares por al menos 48 horas. En una concentración oficialista en el estado Monagas el dirigente del PSUV Diosdado Cabello confirmó la detención, justificándola al asegurar que los efectivos del SEBIN habrían requisado "cordones detonantes" que según Cabello Goicoechea planeaba utilizar para acciones violentas durante la "toma de Caracas".
Todos estos eventos fueron denunciados por líderes de la oposición, especialmente dirigentes de VP, para quienes las "persecuciones" contra líderes nacionales de dicho partido corresponderían a un intento del gobierno nacional por "amedrentar" o "ilegalizar" a los militantes de dicha agrupación política en vísperas de la "toma de Caracas" En contraposición el presidente Maduro denunció tener evidencias de que VP popular preparaba llevar a cabo un "golpe de estado planificado desde Estados Unidos" que tendría lugar desde el 1 de septiembre, y lanzó notorias amenazas contra los líderes opositores ante los presuntos "actos conspirativos" que según él estarían preparando. Adicionalmente en días previos a la movilización cuerpos administrativos del estado impidieron el acceso al país de corresponsales de medios de comunicación internacionales que viajaron por rutas aéreas a cubrir la manifestación opositora, generalmente argumentando que los mismos no cubrían con las normativas correspondientes para actuar como tales, pero los mismos periodistas denunciaron que tales permisos deliberadamente habían sido rechazados por los funcionarios venezolanos.
Apenas pocos días antes de la "toma de Caracas" de la MUD, líderes del chavismo anunciaron que llevarían una movilización de sus seguidores el 1 de septiembre que se concentraría desde Plaza Venezuela para desplazarse a la Avenida Bolívar, desde donde se dictarían declaraciones del jefe de Estado y otros líderes oficialistas para "garantizar la paz" del país, lo que motivó a la dirigencia de la MUD a trasladar uno de sus puntos de concentración previstos para la "toma de Caracas" en Plaza Venezuela a fin de impedir confrontaciones entre los militantes del oficialismo y de la oposición. Mientras el oficialismo aspiraba llenar de manifestantes la Av. Bolívar, la oposición según su hoja de ruta esperaba concentrar a sus seguidores desde siete puntos de la ciudad para movilizarlos hasta abarcar todo el largo de las avenidas Río de Janeiro, Libertador y Francisco Fajardo, con la esperanza de movilizar no menos de un millón de manifesantes. El economista y presidente de la firma encuestadora DatinCorp Jesús Seguías explicó que según sus estimaciones si ambas manifestaciones cubrían sus respectivas expectativas la manifestación opositora superaría de 3 a 6 veces el tamaño de la movilización del chavismo, y se convertiría en la "marcha más grande de la historia de Venezuela"

### Desarrollo de la movilización
Tan sólo un día antes de que tuviese lugar la "toma de Caracas" el líder chavista Diosdado Cabello aseguró en una manifestación pro gubernamental que los manifestantes oficialistas se adelantarían a cerrar los accesos a la ciudad capital para que nadie pudiese "entrar ni salir" de la ciudad. Para la mañana del 1 de septiembre todas las principales entradas a la región capital se encontraban bloqueadas por obstáculos y alcabalas que le dificultaron el paso a las caravanas de autobuses y vehículos que transportaban manifestantes de las distintas regiones del país hacia el área metropolitana de Caracas. Manifestantes venidos de las regiones central, occidental y centrooccidental se vieron impedidos por un bloqueo en el túnel del viaducto de La Cabrera (principal punto de conexión entre Carabobo y Aragua) que generó una gran congestión de manifestantes en la Autopista Regional del Centro. Alcabalas policiales cerraron la autopista Caracas-La Guaira para impedir el acceso a manifestantes Varguenses, mientras que manifestantes del resto de la llamada "Gran Caracas" vieron bloqueado su acceso a la capital por contingentes de la GNB en la Carretera Panamericana.
A pesar de todos estos impedimentos, desde tempranas horas millares de manifestantes de distintas regiones del país se reunieron en los puntos de concentración dispuestos por la MUD para formar parte de la "gran toma de Caracas", gran parte de los cuales se unieron a la movilización desde sectores caraqueños como la parroquia de Petare en el extremo oriental o el Municipio Libertador en el extremo oeste de la ciudad (a pesar de las advertencias de que la oposición no tenía permiso de movilizarse en dicho municipio). Los asistentes y testigos de la movilización opositora registraron un inmenso índice de participación ciudadana que "colmó" las principales avenidas de la ciudad, y a pesar de la prohibición oficial los manifestantes usaron cuadricópteros para tomar vistas aéreas desde las que se vislumbraron inmensas congregaciones de participantes que exigían la convocatoria del referéndum revocatorio. Para horas del mediodía convocantes de la manifestación aseguraban que la "toma de Caracas" había conseguido una asistencia de más de 1 millón de venezolanos venidos de todo el país, y que cómodamente habían conseguido su meta de ocupar las tres avenidas de concentración en el este de Caracas.
Simultáneamente a la manifestación caraqueña simpatizantes de la oposición espontáneamente salieron a manifestar su apoyo a la convocatoria del revocatorio a lo largo del interior de Venezuela en ciudades como Valencia, San Cristóbal, Puerto Ordaz, Ciudad Guayana, Ciudad de Mérida, San Felipe, Maracaibo, Ciudad Trujillo, Coro, San Fernando de Apure, Barcelona y Porlamar, siendo esta última una de las más grandes, llegando a ser llamada por sus asistentes como "la toma de Nueva Esparta".
Aproximadamente a las 2:00 PM el secretario ejecutivo de la Mesa de la Unidad Jesús Torrealba se dirigió a los asistentes de la "toma de Caracas" a anunciar las movilizaciones planificadas por la coalición para las fechas posteriores, que se realizarían el 7 de septiembre en todas las sedes regionales del CNE fuera de Caracas, y el 14 de septiembre en todas las capitales del país con vista a los anuncios previstos por el CNE para esa fecha y la realización de la cumbre del Movimiento de los Países No Alineados (MNOAL por sus siglas en inglés) prevista a realizarse desde el 13 de septiembre en Margarita, y que después de la realización del proceso de participación la MUD anunciaría una nueva serie de manifestaciones bajo el movimiento denominado "gran toma de Venezuela".
En contraposición, desde la movilización oficialista de la Av. Bolívar, líderes chavistas como el exvicepresidente José Vicente Rangel aseguraron a sus seguidores que la manifestación opositora "apenas" había alcanzado una movilización aproximada de 30 mil seguidores, considerándola un fracaso de convocatoria de su dirigencia. El presidente Maduro durante su intervención ante la multitud aseguró que durante el curso de la jornada las fuerzas del orden público habían frustrado un intento de golpe de Estado orquestado por dirigentes de VP, asegurando que días antes operativos militares habían desmantelado un supuesto campamento paramilitar presuntamente instalado a 500 metros del palacio presidencial, capturando a 92 paramilitares colombianos (tal supuesto procedimiento no había sido difundido a la opinión pública hasta ese momento) y a líderes de la oposición en posesión de aparatos explosivos. Maduro cerró su intervención asegurando que había redactado un decreto presidencial en el marco del estado de excepción que había decretado meses antes sin la autorización de la AN para allanar la inmunidad parlamentaria de los diputados de la MUD en la AN, y que había pedido consultas a la sala constitucional del TSJ para certificar su validez legal, por considerar que diputados opositores como el presidente del parlamento Henry Ramos Allup habrían incurrido en delitos de instigación a la violencia al convocar la "toma de Caracas", y que su denuncia contra el parlamentario presidente de AD sería llevado a instancias internacionales.
Horas después del fin oficial de la "toma de Caracas" opositora pequeños grupos de manifestantes que se resistieron a abandonar las avenidas donde había transcurrido la movilización vivieron enfrentamientos violentos contra efectivos de la PNB, dando lugar a más de 50 arrestos. También en San Cristóbal la policía estadal se enfrentó a grupos de manifestantes que se concentraban en el "Obelisco de los Italianos" bajo las órdenes del gobernador del Táchira José Vielma Mora quien argumentó que la plaza sancristobalence estaban teniendo lugar "acciones terroristas".

### Eventos y reacciones posteriores
Al día siguiente el Ministro del Interior Grl. Néstor Reverol presentó fotografías y armamento militar como evidencia de los supuestos campamentos paramilitares que el gobierno denunció haber desmantelado en las inmediaciones de Miraflores como parte de los supuestos "planes conspirativos" que según Reverol habían sido impedidos por acción del ejecutivo nacional, al tiempo que confirmó las detenciones del alcalde Delson Guarate y los dirigentes Lester Toledo y Carlos Melo, supuestos cómplices de la conspiración junto al ya encarcelado Daniel Cebballos, asegurando que por su intervención las manifestaciones del 1 de septiembre habían sido pacíficas, y que el gobierno había "derrotado" el presunto golpe de Estado. Tal intento de golpe sería el vigésimo primero en ser denunciado hasta ese momento por el gobierno de Maduro. Reverol no presentó las identidades ni los rostros de los supuestos 92 paramilitares capturados, pero adelantó que serían deportados a Colombia.
Ese mismo día la canciller de la República Delcy Rodríguez convocó al cuerpo diplomático en Venezuela para compartir sus apreciaciones de la jornada del 1 de septiembre, defendiendo la estimación de una asistencia no mayor de 30 mil personas en la marcha opositora, estimando que la movilización oficialista había superado ampliamente a la opositora a pesar de contar con menor cobertura mediática, y defendió las denuncias de intentos de golpe de Estado expuestas por el ministro Reverol asegurando que las fuerzas de seguridad venezolanas habían "impedido una masacre" que a su juicio hubiese buscado "reeditar" los eventos de abril de 2002. Cuando representantes del gobierno de Francia pidieron explicaciones por la expulsión de Marie Delcas, portavoz del diario Le Monde quien intentó arribar a Venezuela el 31 de agosto para cubrir la "toma de Caracas", Rodríguez recalcó que los periodistas internacionales no podían "entrar a un país como cowboys".
En respuesta a las declaraciones de los ministros del gobierno, el secretario de la MUD Jesús Torrealba presentó en rueda de prensa un balance en donde aseguró que una "estimación conservadora" indicaba que la "gran toma de Caracas" había movilizado a no menos de 1 millón 100 mil asistentes que no incluían a aquellos manifestantes venidos del interior del país que se vieron imposibilitados de asistir a la manifestación por los bloqueos en las rutas de acceso a la capital. Torrealba también desmintió que la oposición buscase provocar un golpe de Estado defendiendo que la ruta de la MUD para el cambio de gobierno en Venezuela era la convocatoria del revocatorio y se solidarizó con los dirigentes opositores detenidos durante la jornada de protestas.

## Resultados de la fase de participación
| Región            | Registro electoral | 20% requerido | Firmas      | Firmas      | % de firmas validadas |
| Región            | Registro electoral | 20% requerido | Emitidas    | Validadas   | % de firmas validadas |
| ----------------- | ------------------ | ------------- | ----------- | ----------- | --------------------- |
| Amazonas          | 102 779            | 20 556        | Por definir | Por definir | Por definir           |
| Estado Anzoátegui | 1 050 428          | 210 086       | Por definir | Por definir | Por definir           |
| Apure             | 328 509            | 65 702        | Por definir | Por definir | Por definir           |
| Aragua            | 1 202 639          | 240 528       | Por definir | Por definir | Por definir           |
| Barinas           | 552 658            | 110 532       | Por definir | Por definir | Por definir           |
| Bolívar           | 968 306            | 193 661       | Por definir | Por definir | Por definir           |
| Carabobo          | 1 547 857          | 309 571       | Por definir | Por definir | Por definir           |
| Cojedes           | 235 996            | 47 199        | Por definir | Por definir | Por definir           |
| Delta Amacuro     | 117 043            | 23 409        | Por definir | Por definir | Por definir           |
| Distrito Capital  | 1 633 010          | 326 602       | Por definir | Por definir | Por definir           |
| Falcón            | 661 885            | 132 377       | Por definir | Por definir | Por definir           |
| Guárico           | 521 146            | 104 229       | Por definir | Por definir | Por definir           |
| Lara              | 1 249 585          | 249 972       | Por definir | Por definir | Por definir           |
| Mérida            | 594 154            | 118 831       | Por definir | Por definir | Por definir           |
| Miranda           | 2 036 994          | 407 399       | Por definir | Por definir | Por definir           |
| Monagas           | 619 952            | 123 990       | Por definir | Por definir | Por definir           |
| Nueva Esparta     | 344 962            | 68 992        | Por definir | Por definir | Por definir           |
| Portuguesa        | 600 561            | 120 112       | Por definir | Por definir | Por definir           |
| Sucre             | 643 474            | 128 695       | Por definir | Por definir | Por definir           |
| Táchira           | 829 899            | 165 980       | Por definir | Por definir | Por definir           |
| Trujillo          | 525 309            | 105 103       | Por definir | Por definir | Por definir           |
| Vargas            | 274 246            | 54 849        | Por definir | Por definir | Por definir           |
| Yaracuy           | 425 309            | 85 062        | Por definir | Por definir | Por definir           |
| Zulia             | 2 398 460          | 479 692       | Por definir | Por definir | Por definir           |
| Nacional          | 19 465 638         | 3 893 129     | Por definir | Por definir | Por definir           |
| Fuente:           |                    |               |             |             |                       |